# 張基永
張 基永（チャン・ギヨン、朝鮮語: 장기영、1903年9月1日または10月20日 - 1981年5月17日）は、大韓民国の独立運動家、政治家、実業家。制憲韓国国会議員、逓信部長官、ソウル特別市長を歴任した。
号は石正。

## 経歴
江原道寧越郡出身。寧越公立普通学校、春川農業学校、中東中学校高等科を経て、1924年に中央大学政治経済科卒、1930年にバトラー大学またはバークレー大学政治学部卒。インディアナ大学研究院国際法専攻。ロシア自由市にある全韓軍事委員会委員を経て、1932年より大韓民国臨時政府駐在ワシントン欧米委員部委員を務め、独立資金の募金や在外朝鮮人への独立思想の喚起などを行った。第二次世界大戦中に戦略情報局での情報・通信に関する特殊教育を受けた後、米軍の空軍中領として参戦しながら、重慶臨時政府の連絡員を務めた。光復後は帰国し、無所属の制憲国会議員、パリで開催された国連総会韓国代表を経て、1949年に第2代逓信部長官に就任し、1952年まで務めた。その後はアジア反共大会韓国代表（1956〜1960年）、大韓重石鉱業社長（1957〜1960年）、ソウル特別市長（1960年）を経て、1967年の大統領選挙で新民党選挙事務長を務めた。同年に新民党運営委員、1971年に国民党事務総長、民衆党総裁も務めた。1990年に建国勲章愛国章を追叙された。